# گوزن فریادکش سیاه
آهوی فریادکش سیاه (نام علمی: Muntiacus crinifrons) نام یک گونه از سرده آهوی فریادکش است.